# آدریان پتروشانو
آدریان پتروشانو (رومانیایی: Adrian Petroșanu؛ زادهٔ ۸ سپتامبر ۱۹۲۴ - درگذشته نامشخص) بازیکن بسکتبال اهل رومانی بود. وی در بازی‌های المپیک تابستانی ۱۹۵۲ شرکت کرده‌است.